# Dazzling Killmen
Dazzling Killmen was een mathrockband uit St. Louis, Missouri. De band combineert punk met een complexe jazzy stijl die doet denken aan Sun Ra. De band was actief in het begin van de jaren 90. De band bracht naast verschillende 7" singles ook twee studioalbums uit. Voorafgaand aan een geplande tournee door Japan met Jim O'Rourke, ging de band uit elkaar.   
Na het uiteenvallen van de band, gingen de ex-leden allemaal verder in de muziek. Nick Sakes was actief in Colossamite en Sicbay. Darin Gray was bandlid van Brise-Glace en werkte samen met Jim O'Rourke. Blake Fleming speelde in Laddio Bolocko, The Mars Volta en Electric Turn to Me. Tim Garrigan ging solo. 

## Discografie

### Albums
- 1992 - Dig Out the Switch
- 1994 - Face of Collapse

### 7" Singles
- 1990 - Numb/Bottom Feeder 7"
- 1990 - Torture/Ghost Limb 7"
- 1991 - Mother's Day Split 7"
- 1993 - Medicine Me/Poptones 7"

### Live Albums
- Lounge Ax (alleen op cassette)

### Compilatie
- Recuerda